# ميريام مونتيمايور
ميريام مونتيمايور كروز أو ميريام مونتيمايور  أو كما تعرف في الوسط الفني اختصارا ب ميريام (8 فبراير 1982 بمونتيري، المكسيك) هي مغنية، ملحنة، وممثلة مكسيكية فائزة ببرنامج تلفزيون الواقع الخاص باكتشاف المواهب في المكسيك الأكاديمية (بالإسبانية: La Academia)‏ على تلفزيون الأزتيكا في 2002..

## ديسكوغرافيا

### ألبومات استوديو
- 2003: امرأة (بالإسبانية: Una Mujer)‏
- 2003: امرأة: إصدار خاص
- 2004: ميريام (بالإسبانية: Myriam)‏
- 2005: اخرج من هنا (بالإسبانية: Vete de Aqui)‏
- 2007: مجرد أصدقاء (بالإسبانية: Simplemente Amigos)‏
- 2008: تغيير الجلد (بالإسبانية: Cambio de Piel)‏
- 2011: قلب ملكي، روح مكسيكية (بالإسبانية: Regio Corazon, Alma Mexicana)‏
- 2013: ميريام، 10 سنوات (بالإسبانية: Myriam, 10 años)‏
- 2014: ملكة، رقيقة أو امرأة (بالإسبانية: Reina,Esclava o Mujer)‏

### ألبومات تجميعية
- 2002: قصتي في الأكاديمية (بالإسبانية: Mi historia en la Academia)‏
- 2007: ميريام الأفضل (بالإسبانية: Lo mejor de Myriam)‏
- 2012: 40 نجاحا (بالإسبانية: 40 exitos)‏
- 2012: 10 سنوات (بالإسبانية: 10 años)‏

### أوبرا
- 2012: يسوع المسيح سوبر ستار (بالإسبانية: Jesucristo Superstar)‏
- 2013: القطط (بالإسبانية: cats)‏
- 2013: ساحر أوز (بالإسبانية: El Mago de Oz)‏